# Armand Bunet
Armand Bunet naît au Perreux, dans le département de la Seine, le 28 février 1903. En 1925, à 22 ans, il devient le troisième secrétaire général de la Fédération CGTU des employés. Il meurt à Paris le 18 novembre 1996. En 1927, il est élu à la Commission exécutive de la CGTU.

## Biographie
Armand Bunet est l'un des premiers organisateurs de la Jeunesse communiste dans l'Aube. En 1922, au congrès fédéral du Parti communiste (PC), il est élu à la Commission exécutive (CE). De retour dans la Seine, il assiste, en 1926, au congrès national de Lille.
Rédacteur à La Vie ouvrière, Bunet va de 1925 à janvier 1928 occuper la fonction de secrétaire général de la Fédération CGTU des Employés. En 1927, il siège à la Commission exécutive de la CGTU. Contraint de démissionner de sa fonction de secrétaire général en janvier 1928, il est exclu de la CGTU pour "indélicatesse", selon P. Delon. La Vie ouvrière, pour sa part, évoque un motif de "gestion déplorable". Enfin, La Révolution prolétarienne fait état "de relations avec le chef de la police du BHV". Pierre Delon, qui deviendra plus tard secrétaire général de la Fédération CGTU des employés, note qu'il est difficile de se prononcer sur cette dernière accusation. Le Parti communiste aurait également exclu Bunet. 
Il se confond avec un Bunet, militant communiste de Pantin. Les listes électorales de 1925 font état d'un Armand Bunet, domicilié rue de Paris, à Pantin.

## Sources
- Dictionnaire biographique du mouvement ouvrier français, Les Éditions de l'Atelier, 1997.
- Pierre Delon, Les Employés, Editions Sociales, 1969.